# Ravni (Raša)
 Ravni  (olaszul: Ravine) falu Horvátországban, Isztria megyében. Közigazgatásilag Rašához tartozik.

## Fekvése
Az Isztria délkeleti részén, Labintól 12 km-re, községközpontjától 12 km-re délkeletre a tengerparttól 300 méterre, a Koromačno-fok és Rabac között fekszik.

## Története
A településnek 1880-ban 81, 1910-ben 116 lakosa volt. Az első világháború után Olaszországhoz került. A második világháború után Jugoszlávia része lett. Jugoszlávia felbomlása után 1991-ben a független Horvátország része lett. 2011-ben a falunak 74 lakosa volt. Lakói korábban halászattal, tengerészettel, kereskedelemmel és mezőgazdasággal (olajbogyó és szőlő) foglalkoztak. A 20. század második felében a turizmus intenzíven fejlődött (az 1980-as években üdülőtepelet építettek itt), ezért ma már a lakosság is főként a vendéglátásból és a turizmusból él. Ravni a skitačai plébániához tartozik, a Szent Miklós plébániatemplom a szomszédos Drenjén található.

## Lakosság
| Lakosság változása | Lakosság változása | Lakosság változása | Lakosság változása | Lakosság változása | Lakosság változása | Lakosság változása | Lakosság változása | Lakosság változása | Lakosság változása | Lakosság változása | Lakosság változása | Lakosság változása | Lakosság változása | Lakosság változása | Lakosság változása |
| ------------------ | ------------------ | ------------------ | ------------------ | ------------------ | ------------------ | ------------------ | ------------------ | ------------------ | ------------------ | ------------------ | ------------------ | ------------------ | ------------------ | ------------------ | ------------------ |
| 1857               | 1869               | 1880               | 1890               | 1900               | 1910               | 1921               | 1931               | 1948               | 1953               | 1961               | 1971               | 1981               | 1991               | 2001               | 2011               |
| 0                  | 0                  | 81                 | 113                | 120                | 116                | 0                  | 0                  | 104                | 91                 | 81                 | 70                 | 47                 | 48                 | 60                 | 74                 |